# ウェンロック・エッジで
『ウェンロック・エッジで』（英: On Wenlock Edge）は、レイフ・ヴォーン・ウィリアムズが作曲したテノール、ピアノ、弦楽四重奏のための連作歌曲集。全6曲。詩はA・E・ハウスマンの『シュロップシャーの若者 (en)』から採られている。

## 初演
1909年、ロンドン

## 曲目
- 第1曲　ウェンロック・エッジで　On Wenlock Edge
- 第2曲　夕方から朝まで、ずっと　From far, from eve and morning
- 第3曲　わたしの馬たちは耕しているか　Is my team ploughing?
- 第4曲　おお、わたしがおまえを愛していたとき　Oh, when I was in love with you
- 第5曲　ブリードンの丘　Bredon Hill
- 第6曲　クラン　Clun